# Mary Hayden
Mary Teresa Hayden (1862 - 12 juillet 1942) est une historienne irlandaise, une militante de langue irlandaise et une militante pour la cause des femmes.

## Biographie
Mary Hayden fait d'abord ses études au Dominican College, Eccles Street, puis à l'Alexandra College de Dublin. Elle fréquente l'Université royale d'Irlande où elle obtient une licence (1885) et une maîtrise (1887) en langues modernes. Avec Agnes O'Farrelly, elle fait campagne pour les droits des femmes à l'université.
Militante pour l'égalité des sexes et conférencière reconnue, elle est une membre éminente de la Dublin Women's Suffrage Association. Elle est membre de la Ligue gaélique et amie avec Patrick Pearse. Elle s'oppose cependant à la violence et désapprouve l'insurrection de Pâques de 1916.
En 1911, elle est élue au Sénat de l'Université nationale d'Irlande et en 1915, elle est nommée professeur d'histoire à l'University College de Dublin, poste qu'elle conserve jusqu'à sa mort.
Hayden travaille avec Mary Gwynn pour fonder l'Association irlandaise pour le suffrage des femmes catholiques (ICWSA) en 1915,.
Elle contribue à la création de la Ligue sociale et progressiste des femmes, un parti politique engagé à s'opposer à la Constitution irlandaise de 1937 et à toutes les conséquences régressives qu'elle entraînerait. Elle s’oppose aux articles 40, 41 et 45 concernant le statut de la femme.
Une biographie de Hayden Mary Hayden: Irish Historian and Feminist par Joyce Padbury est publiée par Arlen House en 2020.

## Publications
- M.T. Hayden et G.A. Moonan, A Short History of the Irish People, Longmans, Green and Company, 1927 (lire en ligne)
- Diaries of Mary Hayden 1878–1903 edited by Conan Kennedy (National Library of Ireland/Morrigan, 2008)
- The Mysterious Mary H. : A Selection of Writings by Mary Hayden (1862–1942) (Morrigan Books, 2008).
- Hayden, « Women in the Middle Ages », The Irish Review (Dublin), vol. 3, no 30,‎ 1913, p. 282 (DOI 10.2307/30062954)